# Aziz Akazim
Aziz Akazim is een Nederlands acteur.

## Loopbaan
In 2011 had hij een bijrol in een aflevering van de televisieserie Seinpost Den Haag van de KRO. Begin 2012 speelde hij Nadir Bezouh, een van de vaste hoofdrollen in de Nederlandse dramaserie Lijn 32. Voor deze laatste rol werden hij en zijn tegenspeler Anouar Ennali gecoacht door acteur Mimoun Oaïssa.
In 2014 won Aziz de Guido de Moor-prijs voor zijn rol als Momo in Madame Rosa van het Nationale Toneel.

## Filmografie
- Snackbar (2012) - Chihuahua
- Lijn 32 (2012) - Nadir Bezouh
- Seinpost Den Haag (2011) - Ahmed Bouali
- Flikken Maastricht (2013)
- Wolf (2013) - Vleermuis
- Vechtershart (2015) - Redouan
- Mijn zoon is Jihadist (2015) - Mourad
- Moordvrouw - Steve Ellory (2017)
- Mocro Maffia (2018-2021) - Taliban
- De Belofte van Pisa (2019) - Duivel